# 사카이 사부로
사카이 사부로(일본어: 坂井 三郞, 1916년 8월 26일 ~ 2000년 9월 22일)는 일본 제국 해군 소속 전투기 파일럿이었다. 태평양 전쟁 종전을 맞았을 때, 최종 계급은 중위였다. 태평양 전쟁 때의 해군 소속 에이스 파일럿으로 알려져 있다. 전후에는 전쟁 시절의 경험을 바탕으로 자신의 인생관을 담은 책들을 출판했는데, 그중 대표적인 것이 '대공의 사무라이'다.

## 생애
1916년, 일본 사가현에서 태어났다. 사카이가 소학교 6학년 때 아버지가 사망해 집안이 곤궁했지만, 그는 성적이 우수해 동경에 있는 백부 댁에 보내져 아오냐마 중학에 진학하나 소행 불량이라는 이유로 퇴학 처분을 당하고 고향으로 돌아와 약 2년간 농업에 종사했다.
이 때 사카이는 자신의 장래에 대해 고민하다가 같은 사가현 출신인 사세보 항공대의 히라야마 고로(平山五郞) 해군 대위가 비행기를 모는 모습을 보고 매료되어 해군소년항공병에 지원한다.
그러나 시험에서 두 번의 불합격에 좌절하지만 끝내 포기하지 않고 1933년 4등 수병으로 사세보해병대에 입대한다. 그 후 전함 키리시마에 배치되어 15 cm 부포수가 된다. 1935년 요코스카 해군포술학교에 입학해 다음해 졸업시 200명 중 2등으로 졸업한다. 5월 14일, 전함 하루나(奉名)에 배치, 대함거포주의가 전성시대일 때 누구나 선망하는 36 cm 주포의 2등 사수로 발탁되지만 해군입대시 목표였던 탑승원의 길을 상관에게 이야기해서 밉보이는 바람에 포수 대신 전함 밑바닥에서 청소와 포탄나르는 일을 하는 고된 탄약병으로 일하게 된다.
그래도 단념하지 않고 기어이 조종연습생으로 시험에서 합격한다.

## 중일 전쟁과 태평양 전쟁

### 중일 전쟁
1937년 3월 10일 카스미가우라 항공대에 입대, 4월 1일 드디어 첫 비행을 하게 된다. 그의 희망대로 함상 전투기조종사로 선발되어 11월 30일에 제38기 조종연습생을 수석으로 졸업. 졸업식때 쇼와천황의 이름으로 은사품인 은시계를 수여받고 해군전투기 조종사의 길을 걷게된다. 사카이는 사에키 항공대에서 3개월의 교육과 연장교육을 마치고 1938년 오무라 항공대에 배치, 3등공조로 승진되어 대만의 까오슝 항공대로 이동 후 9월 11일、중국대륙의 저장(九江)에 진출한 역전의 항공대인 제 12항공대에 배속된다.
1938년 10월 5일 사카이는 상관과 함께 3번기로 출격해 첫 출전에서 중화민국 국군의 I -16 1기를 격추시킨다. 1939년 5월 1일、2등 항공병조로 승진, 난창(南昌)기지로 배속, 11월에는 상하이 기지로 배속된다. 1940년 6월 일본으로 돌아와 오무라 항공대에 배속되어 있다가 10월 다시 까오슝으로 이동한다. 거기서 하이난다오로 배속되었다가 육군의 인도차이나 진출로 베트남 하노이 기지로 배속된다.
1941년 4월 10일, 제12항공대의 요코야마 대위로부터 '사카이는 날 따라오라'라는 요청을 받고 중국으로 재진출, 중경공격에 참가한다. 6월 1일, 1등 비행조병으로 승진, 중국대륙에서 활약하였다.

### 태평양 전쟁
사카이는 필리핀 공격시 참전해 미군에게서 아군을 엄호했으며 남하하는 일본군을 따라 라바울로 이동, 뉴기니아, 솔로몬 등지에서 싸웠는데 훗날 미국대통령이 된 린든 존슨 (당시 하원의원, 한국전에도 참가) 이 탑승한 B-26폭격기를 추격한 일화도 있다. 1942년 8월 7일, 과달카날 상공에서 사카이는 아군으로 오인해 불시에 적기의 기총소사를 받게 되는데 이때 관통한 탄환이 사카이가 쓴 비행안경에 명중되어 한쪽 눈이 보이지 않는 치명상을 입고 관통한 탄환이 머리를 통과해 출혈로 왼쪽 팔이 마비되어 잠시 실신했지만 바다로 추락할 찰나 정신을 차려 다시 비행고도를 회복하여 4시간의 사투끝에 기적적으로 라바울 기지로 귀환하였다.
마취없이 대수술로 회복되지만 오른쪽 눈의 시력은 거의 잃고 말았다. 그 후 일본으로 송환되어 탑승원 직을 맡을 수 없게 되자 <한쪽 눈으로도 젊은이들보다 더 잘 사용할 수 있다>라고 주장해 탑승원으로 복귀, 처음엔 교관으로 부임하지만 1944년 4월 13일, 다시 요코스카 항공대에 배치되었다.
전황이 격화되자 라바울 항공대장이었던 나카지마 마사 소위의 지휘하에 사카이를 포함해 27기의 제로전투기들은 1944년 6월 22일, 이오지마로 출격한다. 오랜만의 전투였지만 한 눈으로도 마리아나 해협전투에서 승리하자 미군은 항공기 70기와 항모 호넷, 요크타운, 바탐을 급파하자 사카이는 다시 출격, 미군기와 전투를 벌이는데 한 쪽눈만의 사각지대에 미군기의 기습을 받아 어깨를 관통당하지만 굴하지 않고 미군기 2대를 격추시킨다. 사카이는 도중 미군기 15대의 포위에 빠지지만 놀라운 실력으로 360도 회전으로 도로 미군기 1대를 격추시키고 다른 미군전투기들을 당황하게 만든 후 유유히 사지를 빠져나왔는데 당시 미군 전투기 조종사였던 크래시 리치 소위는 사카이 1기의 공격으로 나머지 전투기들이 혼란에 빠져 한동한 당황했다고 수필에 남기고 있다.
사카이의 뛰어난 조종실력은 포위했던 미군들에게도 '대공(하늘)의 사무라이'라고 크게 알려져 유명해졌다. 전투가 거듭될수록 항공전력의 손실은 커져갔고 사카이에게 상부로부터 특공명령(자살공격)이 떨어지자 그는 작전도중 이에 회의를 느껴 부하 4기와 같이 돌아와버린다. 그는 생명을 경시하는 군부를 혐오해 이런 짓을 저지르는데 또 하나의 유명한 일화가 있다.1940년 필리핀 공격시 사카이는 도주하던 미군 군용기인 DC-3기를 발견하곤 격추하기 위해 따라갔다. 사카이가 격추하려고 따라붙은 군용기에서 창문에 손을 모으고 기도하는 금발의 서양여자와 천진난만하게 손을 흔드는 어린이가 그의 눈에 들어왔다. 군용기 안에는 죽음에 두려워하는 사람들이 경악과 공포에 떠는 것이 보였다. 한 기라도 격추시켜 전과를 올리려는 조종사들 속에서 사카이는 차마 수송기를 쏠 수 없어 그냥 돌아왔다고 한다.

## 종전 후
전쟁이 끝난 후, 그는 인쇄공장을 차려 해군시절의 경험을 살려 자신의 인생관을 담은 책들을 출판했는데, 그중 대표적인 것이 '대공의 사무라이'다.
이 책은 세계각국에 번역되어 초 베스트셀러가 되었다. 이 책은 당시 일본조종사에 대한 부정적인 시각에서 탈피해 서구인들에게 신선한 충격을 주며 전 세계 파일럿의 필독서가 되었다. 또 이라크 공군에서는 이 책을 필독서로 의무적으로 읽게하고 있을 정도다. 그는 전후 미국을 방문해 기자들의 요청으로 세스나 기를 몰아보았는데 동승한 기자가 그의 녹슬지 않은 훌륭한 비행 실력에 혀를 내둘렀다고 한다. 또 대공의 사무라이는 사카이 사부로 역으로 출연한 후지오카 히로시가 열연한 영화'기암의 어머니'에서 제작, 연출을 담당해 1976년에 영화로 상영되었다. 그는 자살 공격과 당시 군부에 에 대한 비판을 서슴지 않았는데 '자살공격으로 사기를 올리려는 대본영의 발표는 미친 짓'이라고 오히려 사기를 떨어뜨린 짓이었다고 맹렬히 비난하였다.
방송에 출연한 그에게 질문자가 자동차와 전투기 중 어느 것이 더 좋은가라는 질문에 '자동차가 더 쉽다. 왜냐하면 전투기는 후진할 수가 없으니까'라고 말해 좌중을 웃긴 적도 있었으며, 풍부한 비행이론을 바탕으로 마이크로소프트사가 개발한 '컴뱃 플라이트 시뮬레이터 2'에 일본측 기술진과 미군전술이론가로 참가하기도 했다.
2000년 9월 22일, 아츠키 미군기지에서 개최된 미해군 서태평양함대사령부 50주년 기념만찬에 빈객으로 참가해 자신의 사명감을 말하고 식사 후 돌아가던 중 의식을 잃고 쓰러져 미해군병원에서 치료 중 의사에게 '이제 눈 감아도 좋겠지...'라는 최후의 말을 남기고 84세를 일기로 세상을 떠났다.

## 참고자료 및 참고 문헌
- Saburō Sakai, Martin Caidin, Fred Saito, Samurai!, Verlag Bantam Books, 1978, ISBN 978-0-553-12523-8 (대공의 사무라이)
- Lisle Abbott Rose, Power at sea, Band 1, Verlag University of Missouri Press, 2007, ISBN 978-0-8262-1701-1
- Henry Sakaida, Winged samurai: Saburo Sakai and the Zero fighter pilots, Verlag	Champlin Fighter Museum Press, 1985, ISBN 978-0-912173-05-4